# 이명환 (1881년)
이명환(李明煥, 1881년 음력 7월 25일 ~ ?)은 대한제국과 일제강점기의 관료이다.

## 생애
1898년에 민영환이 운영하던 흥화학교 야학부에 입학하여 신학문을 공부하였다. 1904년 12월에 판임관 6등의 한성부 주사에 임명되면서 대한제국 말기에 관리로 일하였다.
1906년에 한성부 관제가 개정되어 판임관 7급의 한성부 주사가 되었고, 1910년에 한일 병합 조약이 체결되면서 조선총독부 소속 관리로 이동하였다. 한성부가 이름을 바꾼 경성부에 그대로 머물면서, 서기에 임용되어 근무하였다.
경성부 서기로 5년가량 재직한 뒤 1915년 5월에 총독부 군수로 발탁되었다. 이때 경기도 장단군 군수에 임명되었고, 곧 경기도 지방토지조사위원회의 임시위원을 겸하였다. 이후 강원도 정선군과 고성군 군수를 차례로 지냈다.
고성군수이던 1924년을 기준으로 종6위에 서위되어 있었고, 1924년 12월에 고성군수를 마지막으로 퇴관하였다. 일본 정부로부터 쇼와 천황 즉위 기념으로 수여된 쇼와대례기념장도 받은 바 있다.

## 사후
2008년 민족문제연구소가 발표한 친일인명사전 수록예정자 명단 중 관료 부문에 포함되었다.

## 참고자료
- 이명환(李明煥) - 국사편찬위원회